# ヘラクレスとヒュドラ (スルバラン)
『ヘラクレスとヒュドラ』（西: Hércules lucha contra la hidra de Lerna、英: Hercules and the Hydra）は、スペインのバロック絵画の巨匠フランシスコ・デ・スルバランが1634年にキャンバス上に油彩で制作した絵画である。現在、マドリードのプラド美術館に所蔵されている。ブエン・レティーロ宮殿の「諸王国の間」のために画家が描いたギリシア神話の「ヘラクレスの12の功業」を表す10点からなる連作のうちの1点である。スルバランの画業においてこれら神話画連作は、同じく「諸王国の間」のために描かれた歴史画『カディスの防衛』 (プラド美術館) とともに例外的であり、貴重な作例である。また、スルバランの神話画連作は、おそらくスペイン絵画黄金時代の最も重要な男性裸体連作である。

## 作品
ギリシア神話の英雄ヘラクレスは並外れた怪力を誇った半神半人で、数々の難行を果たした後、死によってオリュンポス山に迎え入れられる。もとよりヘラクレスはスペイン王家の神話的な創始者と考えられており、本作を委嘱したスペイン王フェリペ4世の曽祖父・神聖ローマ皇帝カール5世もハプスブルク家の力の象徴として用いた。とりわけ、プロテスタントやヨーロッパ諸国との争いの渦中にあった17世紀には、獣や怪物を打ち倒すヘラクレスの姿が戦争におけるスペイン王国の勝利のイメージと重ねられた。神話の英雄は、悪に打ち勝つ君主の力と美徳の象徴と見なされたのである。
ヘラクレスはヘラの怒りを買い、発狂させられてしまう。そして自分の子を敵と思い、1人残らず殺してしまうが、正気に返った後、自身が犯した罪に愕然とし、どうすれば罪を償えるかアポローンの神託に尋ねた。すると「ティリュンス王エウリュステウスの臣下となり、王の命じる10の難行をやり遂げよ」と命じられた。こうして、ヘラクレスの功業が開始される。彼は最初の功業「ネメアのライオン退治」をした後、レルネの沼地に生息し、周辺の土地を荒らしていた「ヒュドラの退治」を命じられた。ヒュドラは多頭の水蛇の怪物で、毒を持つとされる。また、1本の首が切られるとそこから2本の新たな首が生えてくるため、完全に打ち倒すことは不可能であった。そこでヘラクレスは、火を放ってヒュドラを棲家から追い出した後、棍棒でヒュドラの首を切断し、再生できないようにその切断面を焼いた。

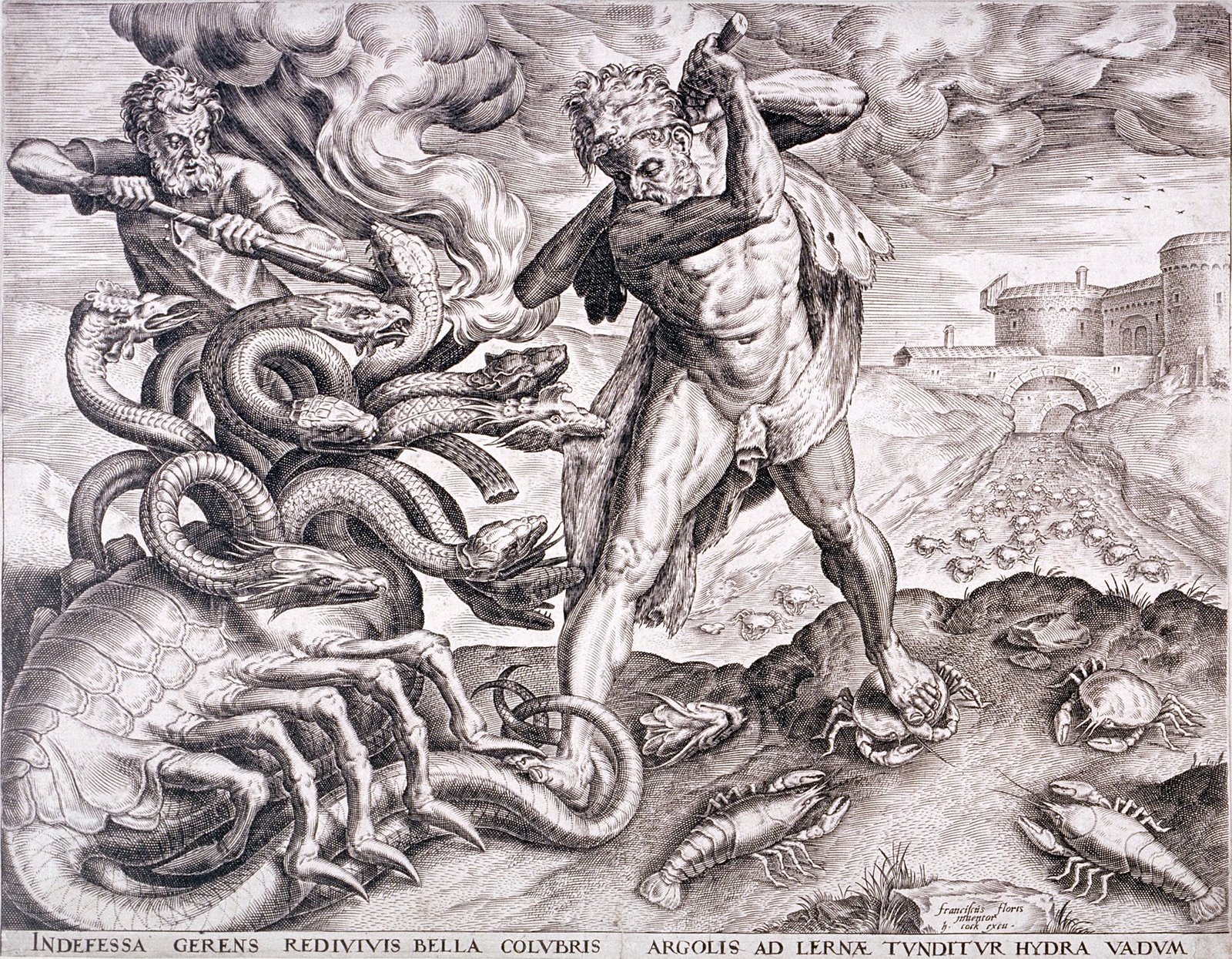
コルネリス・コルトによるエングレービング『レルネのヒュドラを殺すヘラクレス』 (1565年ごろ)

本作の画面には、まさに棍棒でヒュドラを打ちつけんとするヘラクレスの姿が描かれている。彼の腰に巻かれた毛皮は、第1の功業で退治したネメアのライオンのもので、その脚が見えている。スルバランが描いたヘラクレスは理想化されておらず、伝統的、古典的な英雄像にはほど遠い。日焼けしたような肌の色、武骨な様相はむしろ田舎の農夫のようである。一方、ヘラクレスのポーズはやや大げさで、人体造形にはぎこちなさが見られるが、それは作品が壁面の高い位置に設置されることを考慮した結果であると指摘されている。下から見上げられることを想定して、簡潔でダイナミックな表現が用いられたのである。
画面上部右端で松明を持って控えているのは、ヒュドラ退治を手伝ったイオラオスである。また、画面下部右寄りにザリガニのような甲殻類がいるが、これはヘラがヒュドラに課税するために大蟹を送ったというエピソードに由来する。本作を制作するにあたって、スルバランはコルネリス・コルトのエングレービングによる『レルネのヒュドラを殺すヘラクレス』を参照しており、この甲殻類はコルトの版画からそのまま引用されたモティーフである。しかし、構図や人物の配置は版画とは異なっており、コルトの版画にある背景の城塞は省略されて、簡潔で理解しやすい画面となっている。スルバランは最低限のモティーフにより、ヘラクレスが象徴するスペイン・ハプスブルク家君主の美徳を明確に示す作品を創造したのである。